# Кожевенная улица (Нижний Новгород)
Коже́венная улица (ранее — Живоносновская, имени Демьяна Бедного) — небольшая улица в историческом центре Нижнего Новгорода у подножия Нижегородского кремля, ведёт от Зачатьевской башни к площади Народного единства. Участок улицы от Казарменного переулка до Кожевенного переулка является пешеходной зоной.

## Описание
Улица Кожевенная в Нижнем Новгороде — одно из тех мест, где сохранилась застройка дореволюционного города. Здания и дорога в стиле мостовой XIX — XX веков поддерживают исторический облик. Если в XIX веке здесь — между кремлёвской стеной и рекой Волгой — было одно из самых злачных мест Нижнего Новгорода, то в наше время это туристическое пространство, где есть объекты культурного наследия, мини-отели, кафе и магазины.

## История

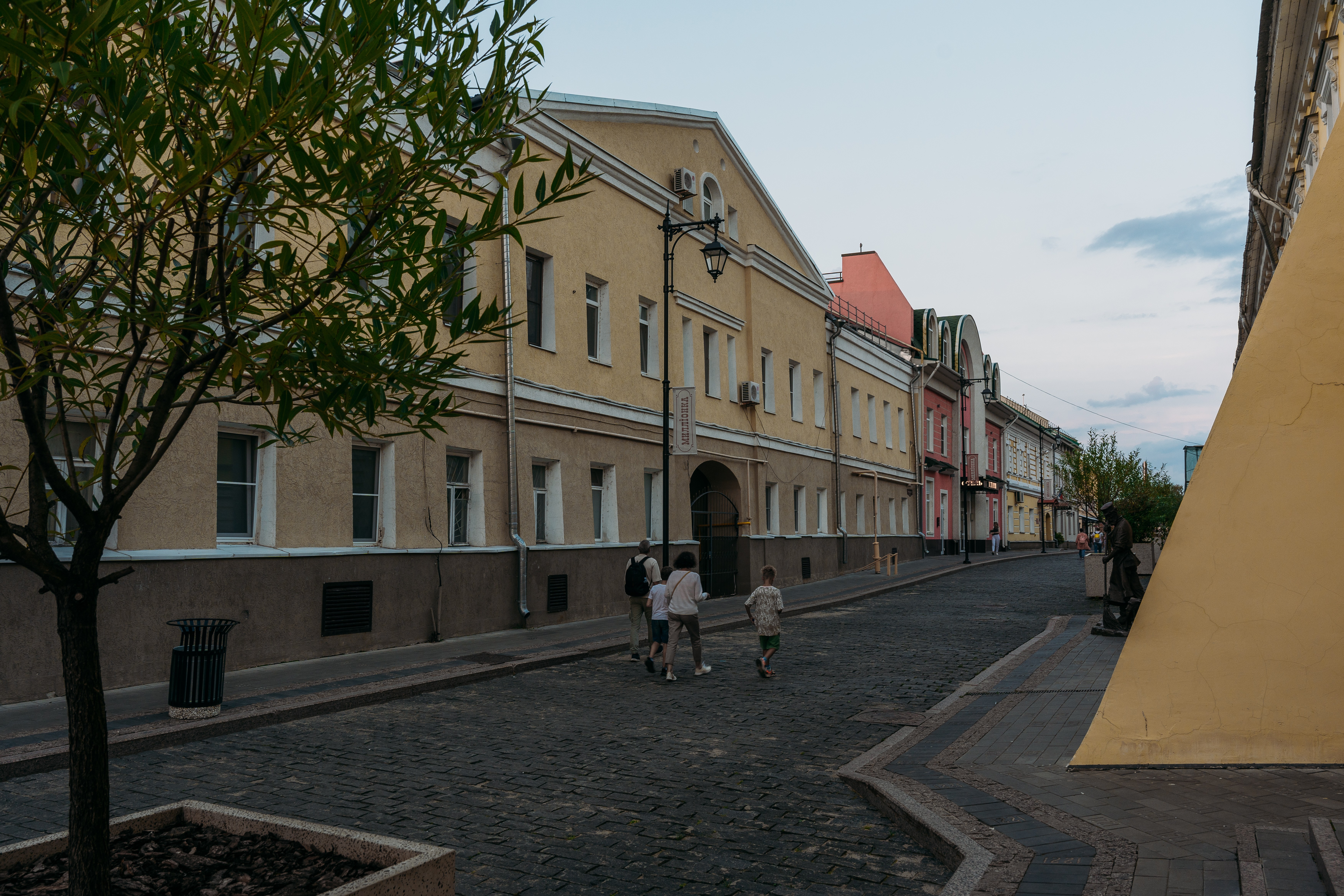
Район современной улицы Кожевенной исторически имел название Нижнего посада — торгового и административного центра Нижнего Новгорода

С XIII по XVII век Нижний Новгород делился на две части — Верхний посад (современная площадь Минина и Пожарского) и Нижний посад. На месте современной Кожевенной были хаотично расположенные архиерейские рыбные садки, скотобойни и деревянные дома нижегородской бедноты. В 1819 году произошёл пожар, который уничтожил постройки. Первый регулярный план застройки этого района разработал инженер-архитектор Августин Бетанкур. В 1834—1839 годы архитекторы Ефимов и Готман меняют конфигурации кварталов, ориентируясь на корпуса Красных казарм и церковь Живоносного Источника.
Позднее на Кожевенной стали появляться доходные дома — свои усадьбы здесь построили купцы Павел Малеевский и Фёдор Переплётчиков.
В XIX веке вместо понятия «посад» стали употреблять слово «базар», подчёркивая таким образом роль торговли для развития города. Улица Кожевенная, ранее именуемая как Живоносновская (из-за близости к ныне утраченному храму Живоносного источника), располагалась на территории Нижнего базара. Сама улица также делилась на две части — Верхнюю Живоносновскую и Нижнюю. Этот район в конце XIX — начале XX века снискал известность босяцкого. Его обитателями являлось, в основном, беднейшее население города, кормившееся за счёт сезонных заработков и подаяния. Расположенные здесь Верхняя и Нижняя Живоносновские улицы и примыкающие к ним переулки в обиходе именовались «Миллионкой». Такое название дали бедняки, отметив соседство ночлежек и чайной для нищих с самыми богатыми домами купцов на улице Рождественской. Самой известной ночлежкой стал ночлежный дом купцов Бугровых — он расположен на современной площади Народного единства. Считается, что это место стало прообразом для ночлежки из пьесы «На дне» нижегородского писателя Максима Горького.
Церковь Живоносного источника на Нижнем базаре была утрачена в советские годы. После революции улице присвоили имя поэта Демьяна Бедного, но со временем улицу переименовали в Кожевенную, так как именно этот промысел долгое время процветал на ней.
Долгое время историческая улица выглядела неприглядно. Однако в преддверии 800-летия Нижнего Новгорода здесь провели масштабную реконструкцию. Летом 2022 года участок от Казарменного переулка до Кожевенного переулка сделали пешеходным. На участке около Зачатьевской башни Кремля действует открытая фотовыставка «Миллионка на Волге. Быт и нравы», созданная при поддержке благотворительного фонда «Земля Нижегородская», с информацией об истории улицы.

## Примечательные здания

### Назарьевский приют

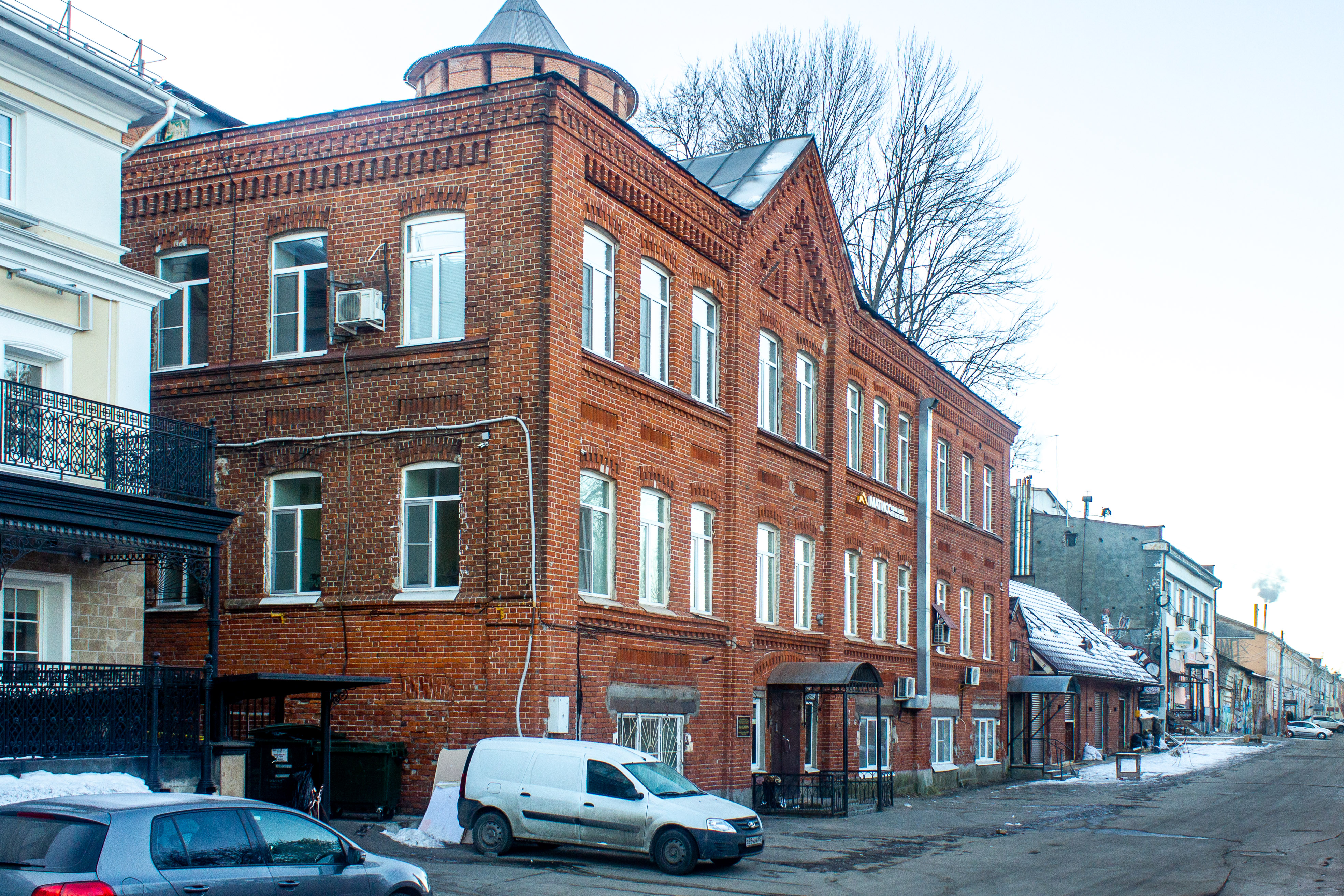
Назарьевский приют

Трёхэтажное здание было построено в «кирпичном стиле» в 1907 году по проекту епархиального архитектора А. К. Никитина для размещения в нём детского приюта и церковно-приходской школы. Инициатором создания приюта был нижегородский епископ Назарий. Первоначально предполагалось, что там за счёт благотворителей будет содержаться 12 детей, но к маю 1917 года в Назарьевском приюте было уже до 60 подопечных. В 1918 году здание было национализировано. В настоящее время первоначальная планировка здания нарушена в связи с размещением в нём различных организаций, однако внешний облик изменён незначительно.

### Ночлежная квартира

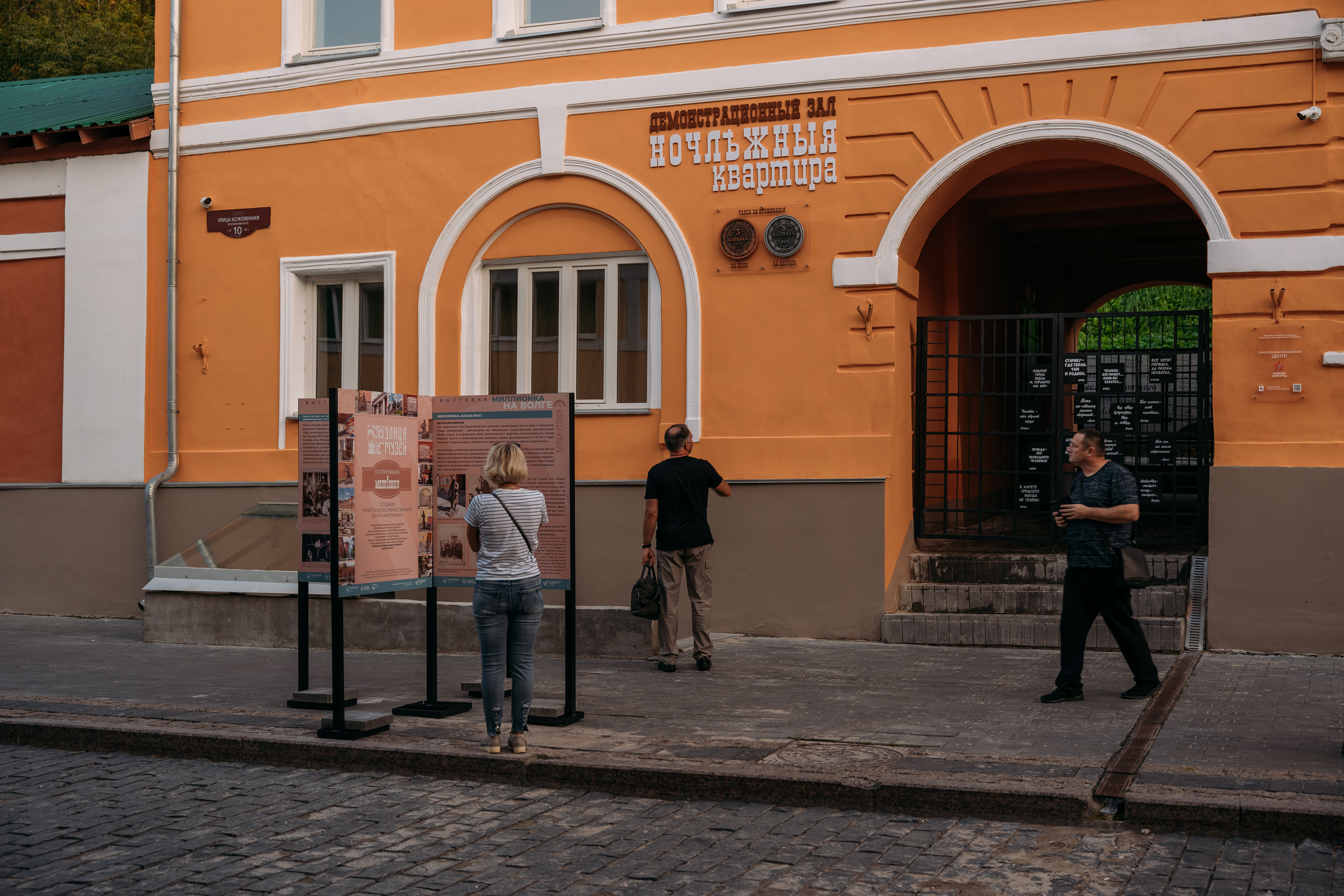
Демонстрационный зал «Ночлежная квартира»

Двухэтажный жилой дом первой половины XIX века, выполненный в стиле классицизма. Здесь во второй половине XIX века располагались типичные для квартала ночлежные квартиры для бедняков. В 2024 году в одном из таких зданий открылось общественное пространство «Ночлежная квартира». Здесь восстановлены нары, созданы тематические росписи, а также оборудован туристско-информационный центр.

### Чайная «Столбы»

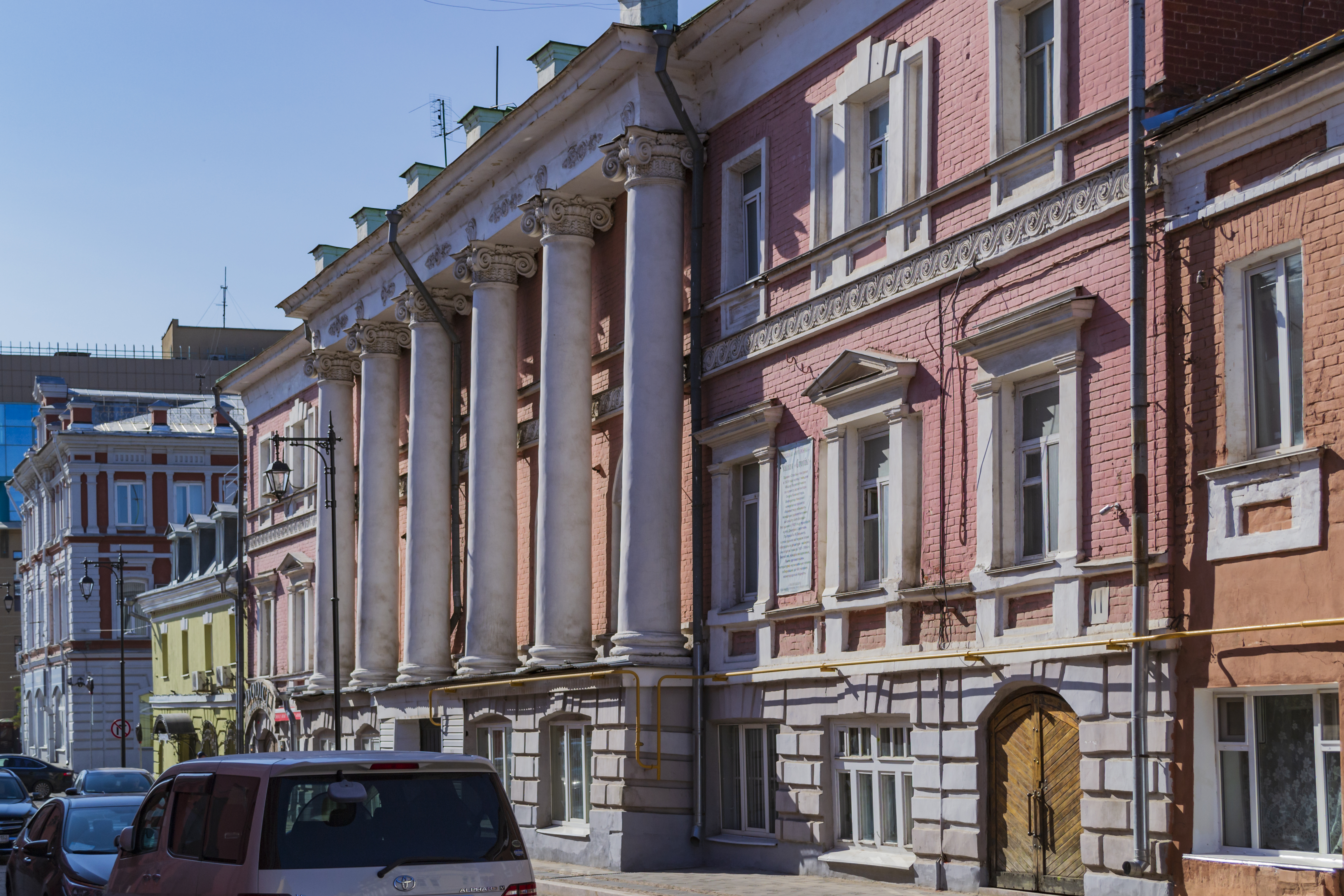
Бывшая чайная «Столбы»

Здание в стиле ампир с шестью колоннами построено в 1837—1839 годах. Автором проекта является нижегородский архитектор Георг Иванович Кизеветтер. Купец первой гильдии Фёдор Петрович Переплётчиков планировал использовать дом как доходный. Уже после смерти владельца в 1901 году здание после пожара приобрёл купец-пароходчик Дмитрий Сироткин. В 1902 году после ремонта в здании по инициативе писателя Максима Горького была открыта чайная для бедняков, из-за своей архитектуры — шести колонн — место получило название «Столбы». Здесь нищие могли сидеть в тепле, пить чай. Для них была организована небольшая библиотека, где устраивали концерты и литературные чтения.

### Торгово-складской корпус

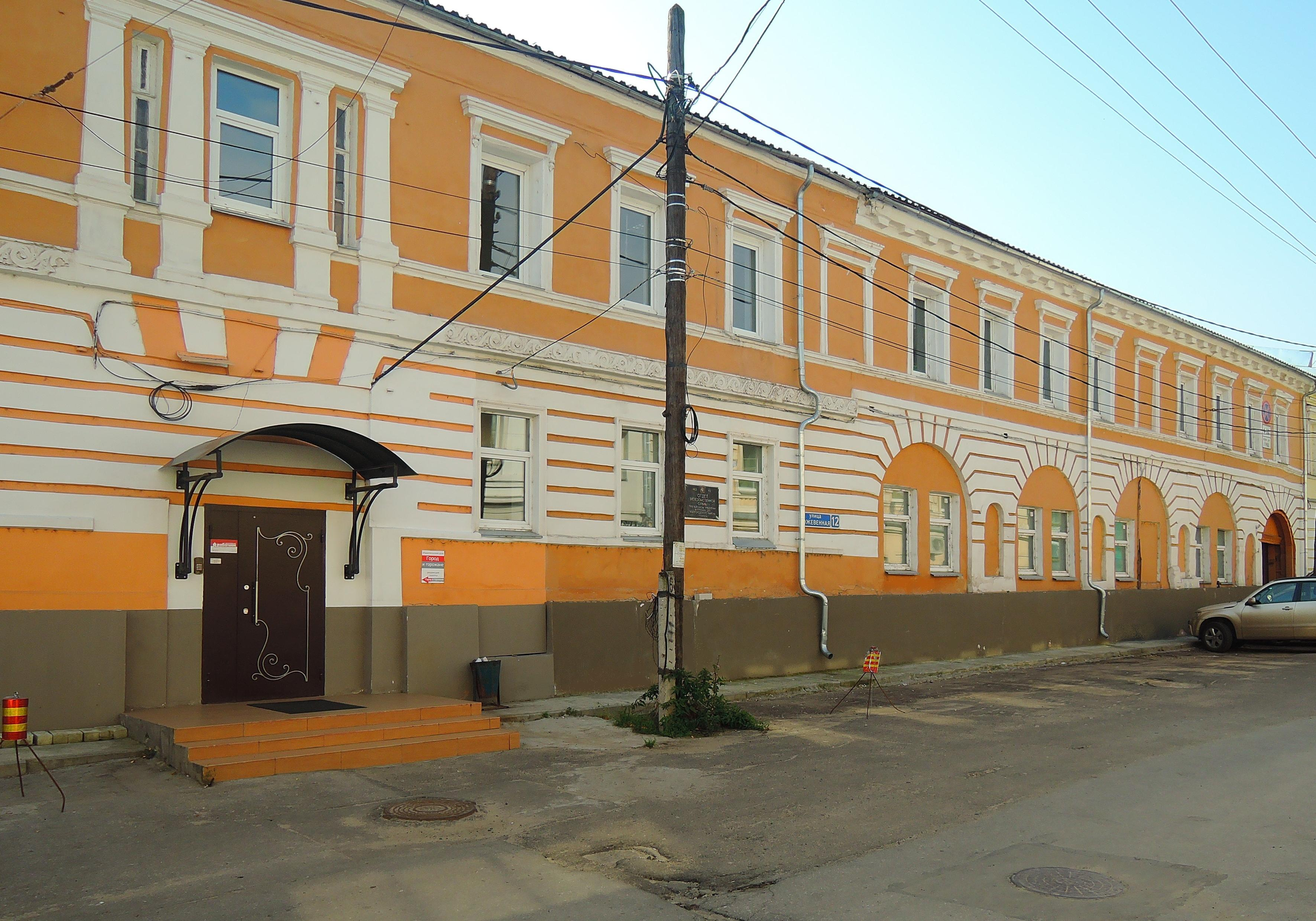
Торгово-складской корпус

Является примером архитектуры классицизма первой половины XIX века. Возведён купцом Николаем Чужестранцевым в 1823 году по проекту архитектора И. Е. Ефимова.
В 2022 году на фасаде дома появился арт-объект — галерея барельефов с Максимом Горьким и героями его пьесы «На дне», воплощёнными актёрами Нижегородского (Горьковского) театра драмы в постановке 1967 года. Барельефы дополнены цитатами из пьесы. Автор галереи — художник и скульптор Елена Кручинина.

### Дом П. Малеевского
Дом Павла Малеевского был построен примерно в 1839—1940 годах крестьянином из Городца, в честь которого здание и названо. Является образцом позднего классицизма XIX века.

## Скульптуры
В 2023 году на улице Кожевенной появились бронзовые скульптуры жителей Нижнего Новгорода конца XIX века. Автором памятников является нижегородский мастер Алексей Щитов. Среди шести персонажей представлены горожане разных сословий: торговка рыбой, дворник, купец у самовара, точильщик у станка, странник, напоминающий Луку из пьесы Максима Горького «На дне», мальчики-беспризорники у бывшего Назарьевского приюта.

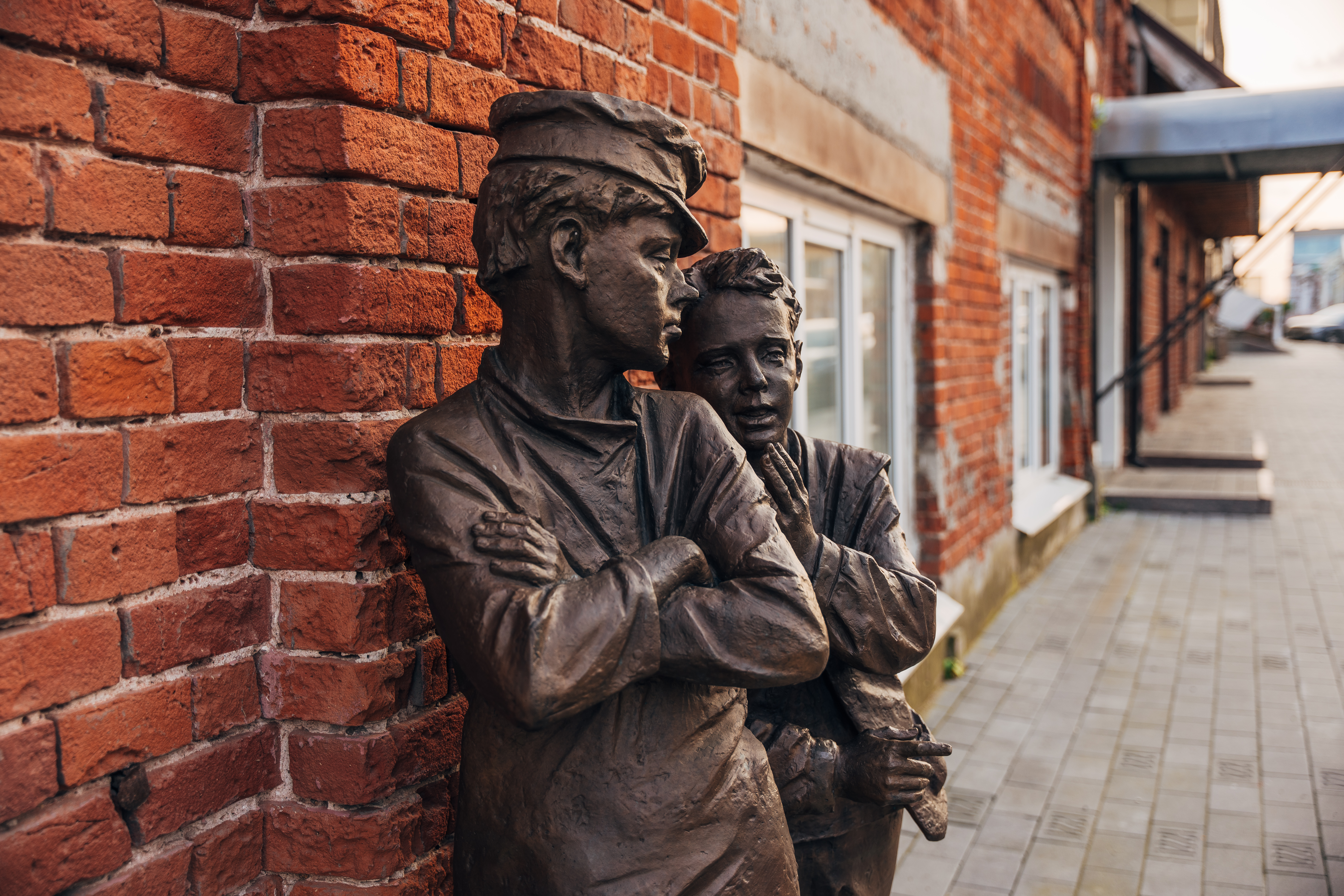
Скульптура «Беспризорники» у Назарьевского приюта
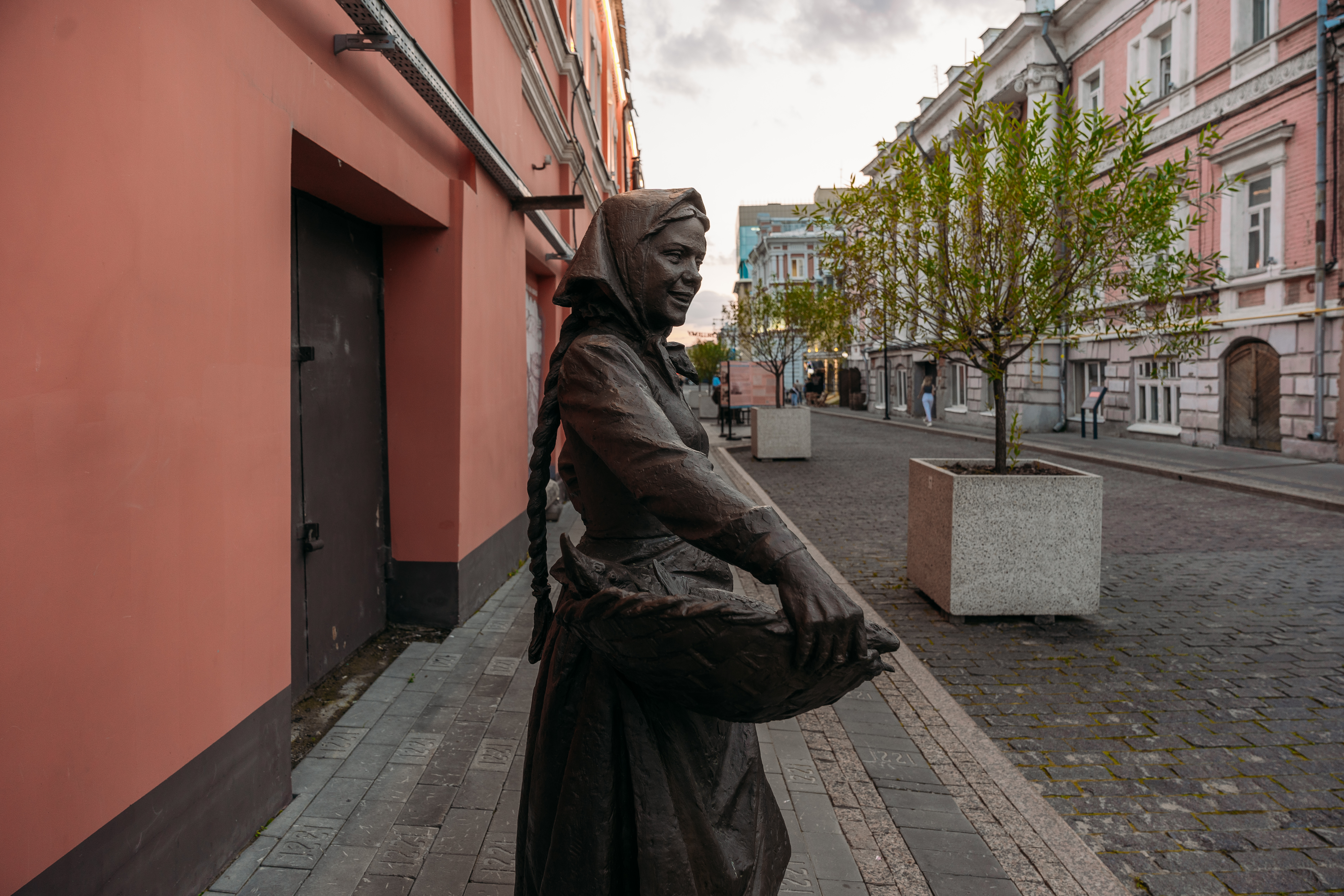
Скульптура «Торговка рыбой»

## Фотогалерея

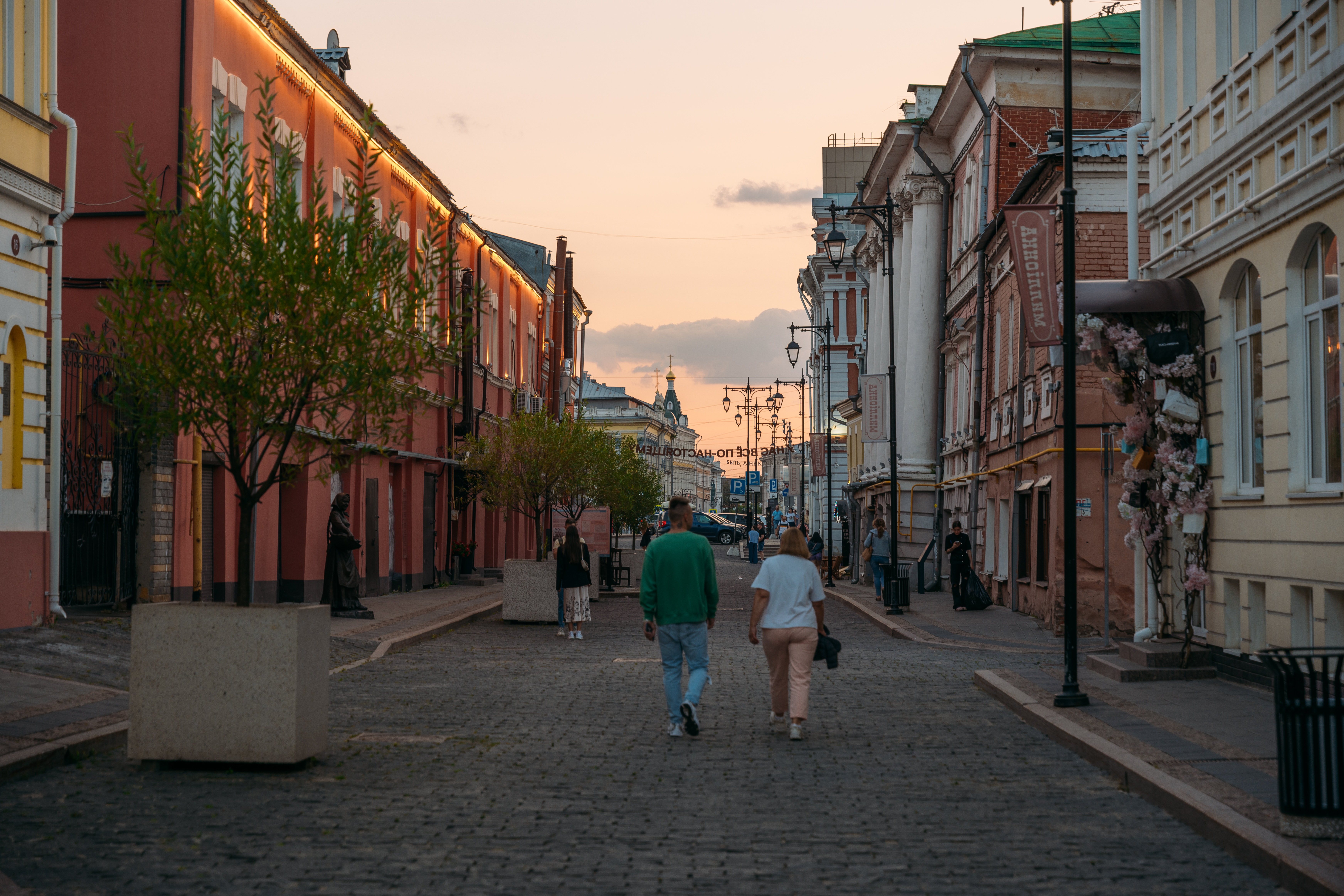
Улица Кожевенная в Нижнем Новгороде
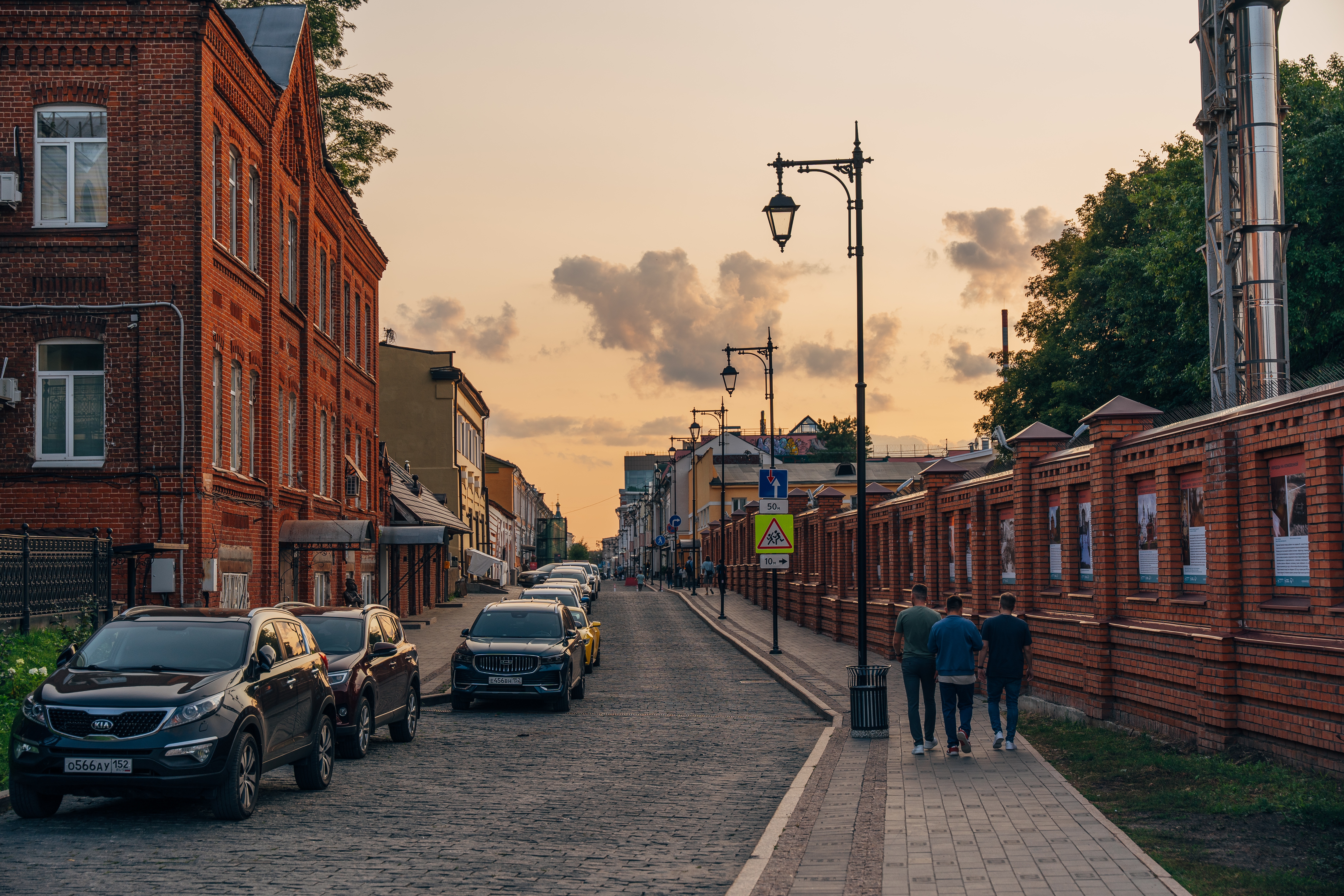
Квартал в районе улицы Кожевенной стали называть «Миллионкой» ещё в XIX веке
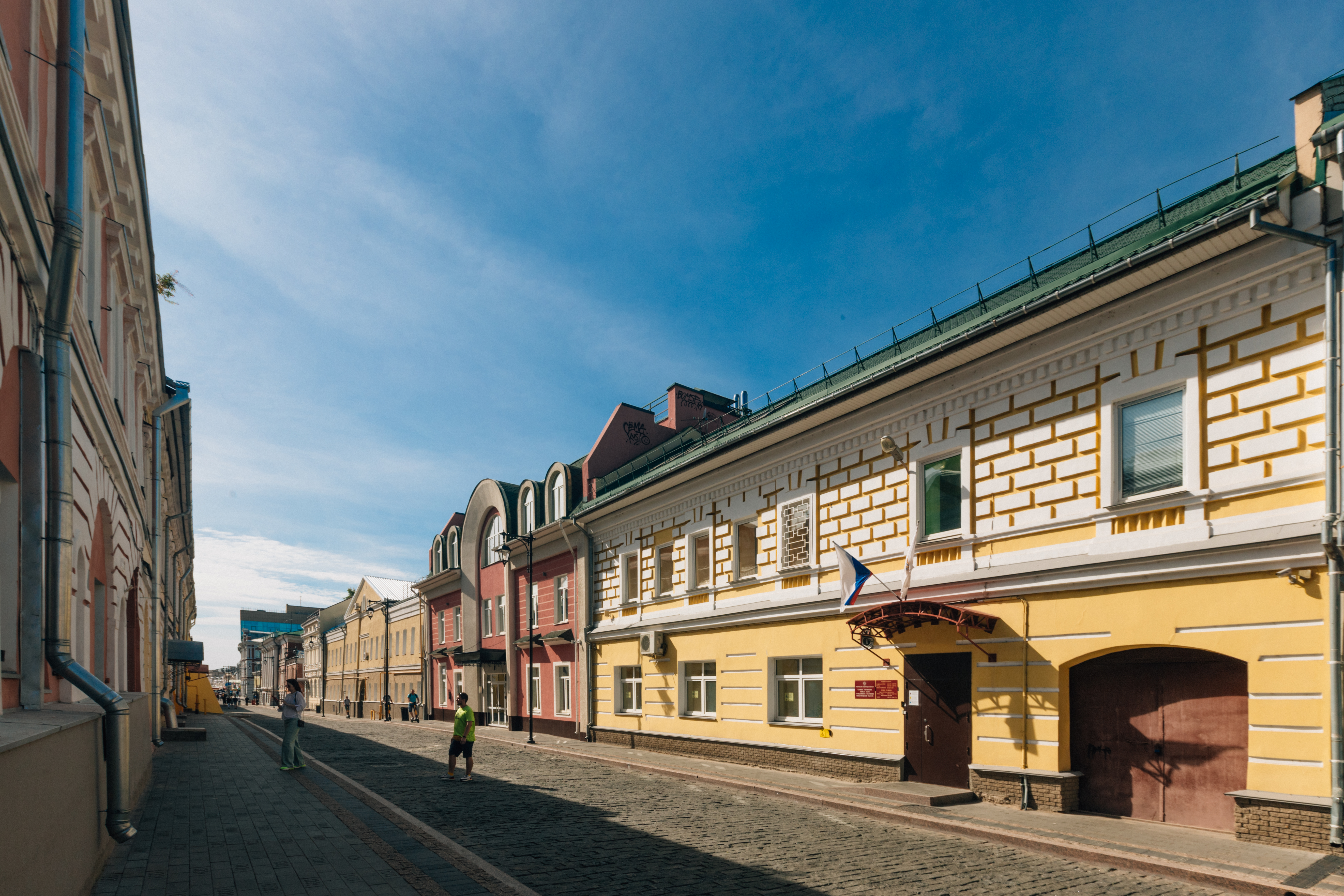
Первые каменные дома появились на улице Кожевенной в 20-х годах XIX века
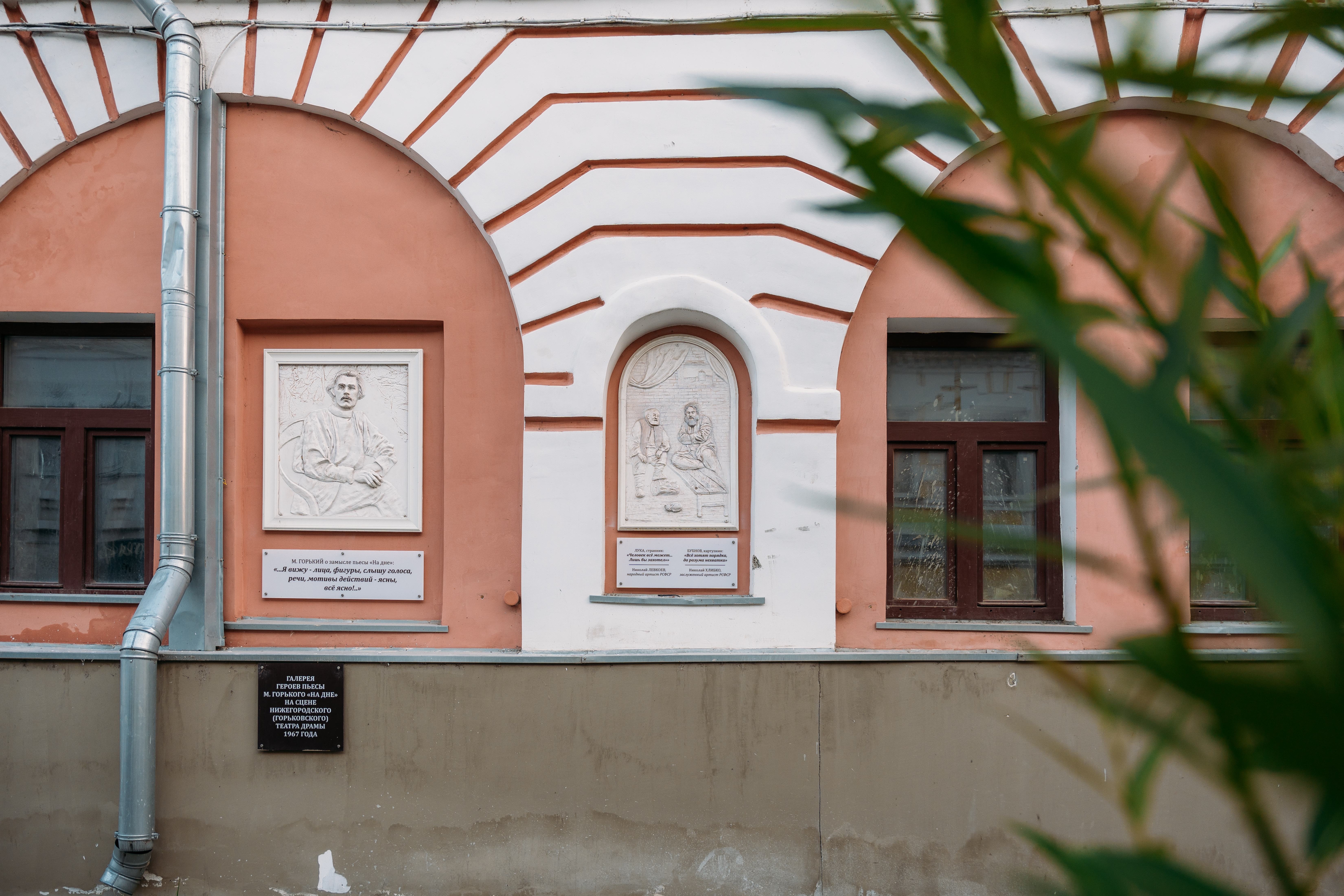
Галерея барельефов с М. Горьким и героями пьесы «На дне»
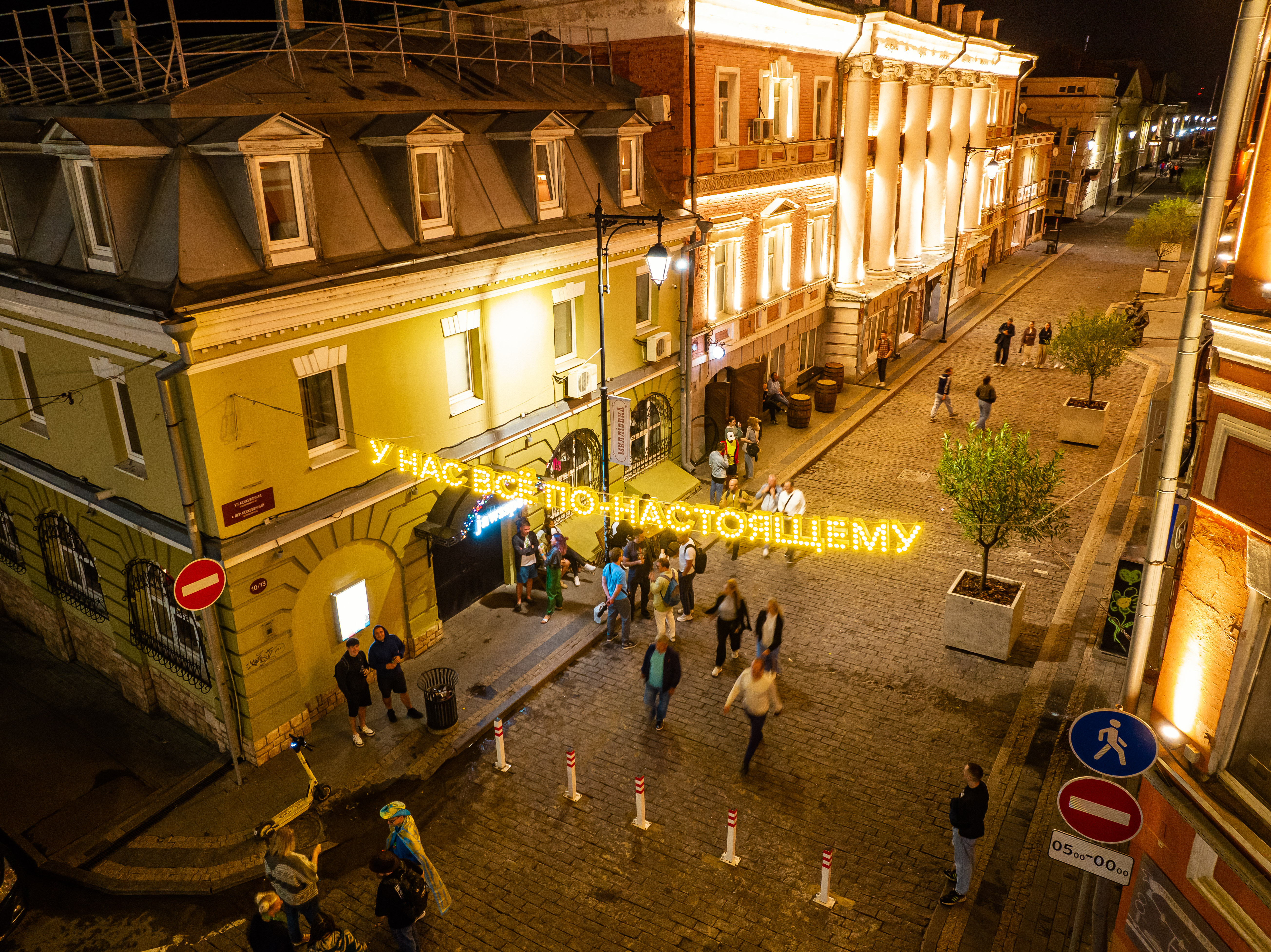
В 2024 году на улице Кожевенной появилась световая надпись «У нас всё по-настоящему»